# Hippeastrum machupijchense
Hippeastrum machupijchense är en amaryllisväxtart som först beskrevs av Julio César Vargas Calderón, och fick sitt nu gällande namn av David Richard Hunt. Hippeastrum machupijchense ingår i släktet amaryllisar, och familjen amaryllisväxter. Inga underarter finns listade i Catalogue of Life.